# Setanta Sports Cup
La Setanta Sports Cup, comúnmente conocido simplemente como la Copa Setanta, fue una competición de clubes de fútbol con equipos de las dos asociaciones de fútbol de la isla de Irlanda. La competición fue inaugurada en 2005 como un torneo transfronterizo entre los clubes de la Liga irlandesa de fútbol de la República de Irlanda y la NIFL Premiership de Irlanda del Norte.
La copa estaba patrocinado por el canal irlandés de televisión deportivo de pago Setanta Sports. La competición fue lanzada por Setanta con un premio de 350.000 euros y el patrocinio de 1,6 millones de euros en cuatro años. En junio de 2009, la compañía entró en concurso de acreedores y dejó de emitir en Gran Bretaña, poniendo el futuro de la competición en peligro. El sorteo para el torneo de 2009 fue pospuesto, mientras que la compañía trataba de continuar su actividad en Irlanda. La competición sufrió numerosos casos de violencia en los estadios desde su creación, mientras que la asistencia a sus partidos declinó sensiblemente.
La competición contaba con cuatro equipos de cada liga con los ganadores y subcampeones de las respectivas ligas, los ganadores de las respectivas competiciones de Copa, la Copa de Irlanda y la Copa de Irlanda del Norte, y los ganadores de la respectivas competiciones de copa secundarias, la Copa de la Liga de Irlanda y la Copa de la Liga de Irlanda del Norte. Si un club se había clasificado a través de un triunfo en la Copa y también se calificaba por la posición de tabla de la liga, su lugar se otorgaba al siguiente e inmediato el club de la tabla de la liga que no había clasificado a través de ganar la Copa. Un noveno equipo calificaba al ganar el concurso del año anterior, si los ganadores ya habían calificado su lugar se le daban al equipo mejor acabado en la liga de los ganadores ya que no reunían los requisitos. La competición estaba organizado en tres grupos de tres equipos, las semifinales y la final.

## Finales

### Títulos por club
| Club                     | Campeón | 2° | Años campeón |
| ------------------------ | ------- | -- | ------------ |
| Drogheda United FC       | 2       | 1  | 2006, 2007   |
| Shamrock Rovers FC       | 2       | -  | 2011, 2013   |
| Linfield FC              | 1       | 1  | 2005         |
| Cork City FC             | 1       | 1  | 2008         |
| Bohemians FC             | 1       | -  | 2010         |
| Crusaders FC             | 1       | -  | 2012         |
| Sligo Rovers FC          | 1       | -  | 2014         |
| Dundalk FC               | -       | 2  | -----        |
| Shelbourne FC            | -       | 1  | -----        |
| Glentoran FC             | -       | 1  | -----        |
| St Patrick's Athletic FC | -       | 1  | -----        |
| Derry City FC            | -       | 1  | -----        |